# Simón Casas
Bernard Domb, conocido como Simón Casas (Nimes (Gard), 2 de septiembre de 1947), es un empresario taurino, apoderado, ganadero de toros de lidia, antiguo torero y escritor francés. En 2012, dirigió la plaza de toros de Nimes, de Valencia, Castellón de la Plana, desde el 27 de septiembre de 2016, la de la capital española, Las Ventas de Madrid, de la cual era director artístico desde el 29 de diciembre de 2011, y desde 2021 la plaza de toros de Albacete.

## Biografía

### Carrera
Simón Casas presenció su primera corrida mientras que solo tenía cuatro años. A los ocho años, vuelve a una corrida en la cual participó Antonio Ordóñez y resulta fascinado. A los doce años, toreó su primera vaca. Tres años más tarde, marcha a España con el fin de aprender a torear.
En los años sesenta, Simón Casas reclamó la legitimidad de los toreros franceses, en un momento en el que se consideraba que para ello se necesitaba sangre española. No fue hasta 1966 que finalmente pudo ponerse el traje de luces . Pasó por varios años difíciles. Fue recibido en 1968 en la arena Plumaçon de Mont-de-Marsan junto a Alain Montcouquiol ( Nimeño I ), .Cabe destacar también ambos recibieron en 1968 el premio de la Fundación Vocacional creada en 1960 por D. Marcel BLEUSTEIN-BLANCHET con el fin de ayudar a los jóvenes laureados a satisfacer su pasión., y esto en memoria de su padre que en ese momento le había dejado la facultad de "vender giros" en lugar de continuar en el comercio de muebles que le abrió, estos "giros" permitiéndole, después de la guerra, reconstruir la agencia PUBLICIS.
- Primera novillada sin picadores : 12 de junio de 1966 en Gerona (España)
- Primera novillada con picadores y presentación en Madrid : 15 de julio de 1967
- Alternativa : Nimes, el 16 de marzo de 1975. Padrino : Ángel Teruel ; testigo, Paco Alcalde. Toros de la ganadería de Dioniso Rodríguez.

Toma finalmente la alternativa a Nimes el 16 de mayo de 1975, y se corta la coleta (« se retira ») desde el día siguiente, considerando que no sería nunca el gran torero que deseaba resultar.
Después de su retiro de torero, Simón Casas se reconvirtió, en otras profesiones derivadas de la tauromaquia : empresario taurino, apoderado, ganadero de toros. Estima efectivamente tener las capacidades para ser un gran empresario. Contacta el 5 de agosto de 1975 en Bayona con Manolo Chopera, el padre de Oscar y Pablo, para proponerse a trabajar con ambos hombres, se asocian de 1976 a 1981.

Simón Casas fue apoderado durante toda la carrera de Marie Sara, rejoneadora francesa, antes de estar su socio en la organización de las corridas de las fiestas de la Madeleine desde 2009.
En 2010, Simón Casas rompió con el matador Julio Aparicio Díaz después de que ha declarado que no podría ponerse psicológicamente de una herida en la cual (Julio Aparicio Díaz) había sido encornado por el cuello y a través de la garganta.
El 16 de septiembre de 2012, organiza en Nimes la corrida « histórica » durante la cual el matador José Tomás cortó 11 orejas (sobre 12 posibles) a 6 toros.

### Compromiso político
Se presentó bajo la etiqueta del RPR a las elecciones legislativas de 1993 en la 2.º de Gard. A la salida de esta campaña, la falta de dinero para alimentarse le hacen decaer en una depresión durante dos años.

## Publicaciones
- Todos toreros, Ediciones Denoël (1985)
- El revés de la capa, Ediciones Fayard (20 de diciembre de 2007)
- Conversaciones al sol, Ediciones La Guapa Azul (2010)
- Manchas de tinta y de sangre, Ediciones Al Diablo Vauvert (28 de marzo de 2013)
- La corrida perfecta, Ediciones Al Diablo Vauvert (28 de marzo de 2013)
- Genérico de final, Ediciones Al Diablo Vauvert (2019)
- Asesinato en el cine ideal, Demipage (2023)